# High Street Kensington metróállomás
A High Street Kensington a londoni metró egyik állomása az 1-es zónában, a Circle line és a District line érinti.

## Története
Az állomást 1868. október 1-jén adták át a Metropolitan Railway részeként, mely ma a District line része. 1949-től a Circle line is érinti.

## Forgalom
| Járat | Útvonal | Gyakoriság       |
| ----- | --- | ---------------- |
|       | Hammersmith – Goldhawk Road – Shepherd’s Bush Market – Wood Lane – Latimer Road – Ladbroke Grove – Westbourne Park – Royal Oak – Paddington – Edgware Road – Baker Street – Great Portland Street – Euston Square – King’s Cross St. Pancras – Farringdon – Barbican – Moorgate – Liverpool Street – Aldgate – Tower Hill – Monument – Cannon Street – Mansion House – Blackfriars – Temple – Embankment – Westminster – St. James’s Park – Victoria – Sloane Square – South Kensington – Gloucester Road – High Street Kensington – Notting Hill Gate – Bayswater – Paddington – Edgware Road | 10-15 percenként |
|       | Edgware Road – Paddington – Bayswater – Notting Hill Gate – High Street Kensington – Earl’s Court – West Brompton – Fulham Broadway – Parsons Green – Putney Bridge – East Putney – Southfields – Wimbledon Park – Wimbledon | 10 percenként    |
|       | Kensington (Olympia) – Earl’s Court – High Street Kensington (napi 1 tovább → Notting Hill Gate → Bayswater → Paddington → Edgware Road) | Napi 5           |

## Átszállási kapcsolatok
| Állomás                | Átszállási kapcsolatok                |
| ---------------------- | ------------------------------------- |
| High Street Kensington | Helyi buszok (High Street Kensington) |

## Fordítás
- Ez a szócikk részben vagy egészben  a   High Street Kensington tube station című angol Wikipédia-szócikk fordításán alapul.  Az eredeti cikk szerkesztőit annak laptörténete sorolja fel. Ez a jelzés csupán a megfogalmazás eredetét és a szerzői jogokat jelzi, nem szolgál a cikkben szereplő információk forrásmegjelöléseként.